# Алабина, Инна Ильинична
Инна Ильинична Алабина (25 июля 1939, Москва — 2 июня 2024, Москва) — советская и российская актриса театра и кино, заслуженная артистка Российской Федерации (1994).

## Биография
Инна Алабина родилась 25 июля 1939 года в Москве.
В 1966 году окончила Театральное училище им. Б. Щукина (курс М. Р. Тер-Захаровой) и была принята в труппу театра им. Вахтангова, в котором служила до последних дней жизни.
Работала с режиссёрами: А. Н. Горбань, С. Б. Джимбинова, В. В. Иванов, Р. Н. Капланян, А. Ф. Кац, А. И. Ремизова, Е. Р. Симонов, Р. Н. Симонов, П. Н. Фоменко, В. Г. Шлезингер.
Часто выступала в амплуа травести.
Скончалась 2 июня 2024 года на 85-м году жизни в Москве.

## Творчество

### Роли в театре
- «Принцесса Турандот» — Цанни
- «Конармия» — беспризорник
- «Иркутская история» — Антон
- «Дион» — Служанка
- «Живой труп» Л. Н. Толстого— Цыганка
- «Виринея» — Мальчишка
- «Мещанин во дворянстве» — Танцовщица
- «Молодость театра» — Галя Корнилова
- «Из жизни деловой женщины» — Аля Козлова
- «Ричард третий» — Паж, Принц Уэльский
- «Антоний и Клеопатра» — Ира
- «Мистерия-Буфф» — Ангел, Швея
- «Дамы и гусары» — Юзя
- «Государь ты наш, батюшка…» — Катерина Терновская
- «Женитьба Бальзаминова» А. Островского — Матрёна, кухарка
- «Без вины виноватые» — Галчиха
- «Чудо Святого Антония» М. Метерлинка — Клементина
- «Дядюшкин сон» Достоевского — Прасковья Ильинична
- «За двумя зайцами» — Наталка, подруга Прони
- «Пиковая дама» — Третья старая горничная
- «Ревизор» Н. В. Гоголя — Горожанка
- «Артём» — Артём
- «Брестский мир» — вдова
- «Приключения Гекльберри Финна» — Гек Финн, Том Сойер
- «Принцесса Турандот» — Зелима
- «День-деньской» — Олечка
- «Ричард III» — Принц Уэльский
- «Планета надежды» — Солдатик
- 1992 — Пух! Пух! Пух![4] — Пятачок
- 2008 — Последние луны[5] — обитательница пансиона
- 2014 — Улыбнись нам, Господи[6] — Жители местечка Мишкине

### Роли в кино
- 1967 — Треугольник — Люба
- 1976 — Дамы и гусары — Зузя
- 1985 — Третье поколение — эпизод
- 2005 — Требуется няня — мать Веры
- 2009 — Папины дочки — бабушка Емельяна Палкина